# 浜松市消防音楽隊
浜松市消防音楽隊（はままつししょうぼうおんがくたい）は静岡県浜松市中央区の浜松市消防局に所属する消防音楽隊。

## 概要
消防職員の士気と情操を高め、併せて市民の防火思想の普及高揚を図る目的で結成された。静岡県下で初の消防音楽隊であり、隊長以下31人でスタートした。現在、消防吏員27人、非常勤職員12人の合計39人で編成されている。消防の式典や各種イベントをはじめ、市並びに公共団体が主催する式典・行事に年間約40回出場し、市民の防火思想の普及高揚に努めるとともに、1995年度（平成7年度）からは「浜松市消防音楽隊定期演奏会」を開催している。クラシック、ポップス、ジャズ、アンサンブル、マーチングなど、活動は多岐に渡る。

## 沿革
- 1970年（昭和45年） - 浜松ライオンズクラブ（会長:大追芳明）より創立15周年記念としてブラスバンド楽器14種類25点を寄贈される。消防職員の志気と情操を高めあわせて市民の防火思想の普及高揚を図る目的で県下初の消防音楽隊を結成、浜松市消防音楽隊として鈴木春男（庶務係長）隊長以下31名にて発隊する。浜松市消防音楽隊要綱を制定、施行する。消防本部講堂で職員に初演奏を披露する。
- 1971年（昭和46年） - 浜松ライオンズクラブ創立15周年記念式典（グランドホテル秋月台）において初の派遣演奏を披露する。
- 1979年（昭和54年） - 音楽隊員の位置づけを明確にするため隊員に辞令を交付する（隊長1名、副隊長2名、隊員23名）。講師を森下昇（豊橋交響楽団指揮者）に依頼する。
- 1987年（昭和62年） - 講師が袴田和弘と交代となる。
- 1992年（平成4年） - 非常勤職員を音楽隊員に任命。
- 1993年（平成5年） - 7月から遠山詠一を月1回講師依頼。
- 1996年（平成8年） - 浜松市福祉文化会館において第1回定期演奏会を開催。
- 1998年（平成10年） - 消防音楽隊要綱を制定、施行する。
- 2001年（平成13年） - 神戸21世紀・復興記念事業「第四回全国消防音楽隊フェスティバル」において「サンクス・ブラス・フェスタ」神戸文化ホール、「サンクス・パレード中央区三宮および元町周辺に出演する。
- 2004年（平成16年） - カラーガード隊5名を新たに発足させる。職員からの公募により「ドリームフラッグス119」と命名される。第5回全国消防音楽隊フェスティバルを市中心部、アクトシティ浜松、浜名湖花博会場浜松アリーナにて開催し、全国の消防音楽隊から21隊747名が参加。また、市民と共に「防災協働宣言」を行い、全国に（地震）防災を提言する。
- 2005年（平成17年） - 周辺12市町村による合併。
- 2007年（平成19年） - 政令指定都市移行。